# Narona
Koordinaten: 43° 2′ 47″ N, 17° 35′ 55″ O
Narona war eine antike, am Fluss Naro gelegene Handelsstadt und römische Kolonie im antiken Dalmatia im Süden Kroatiens. Im frühen Mittelalter wurde die Stadt zerstört und verlassen. Die römisch-katholische Kirche vergibt Narona bzw. den Titel episcopus Naronensis als Titularbistum.

## Lage
Die Reste der antiken Stadt Narona befinden sich in Vid, einem Dorf etwa 4 km westlich von Metković. Die Stadt lag an einem Berghang 58 m über dem Meeresspiegel, direkt am Fluss Neretva, der von seiner Mündung bis herauf nach Narona schiffbar ist.

## Geschichte
Aus schriftlichen Quellen ist wenig über Narona bekannt. Pseudo-Skylax erwähnt die Stadt als griechisches Emporion (Handelsplatz), an dem importierte griechische Ware ins illyrische Hinterland verkauft wurde.
Die meisten Informationen über die Stadt lieferten Ausgrabungen: Die Bewohner Naronas waren griechische Kolonisten und hellenisierte Illyrer. Vermutlich legten sie die Stadt um 400 v. Chr. an. Die ältesten aufgefundenen Befestigungen, zwei Rundtürme auf der Hügelkuppe, stammen aus dem 4. vorchristlichen Jahrhundert. Die Stadt blieb von der östlichen Seite unbefestigt, da die Neretva einen natürlichen Schutz bot. Während des 2. Jahrhunderts v. Chr. kam Narona in die Interessenssphäre der Römer. Im Jahre 156 v. Chr. diente Narona dem römischen Heer unter der Führung von Gaius Marcius Figulus als Basis, ebenso im Jahre 135 v. Chr. einem Heer von Servius Flaccus. Im 1. Jahrhundert v. Chr. wurden die Stadtmauern bis zu jener Straße erweitert, die von Salona nach Narona führte. Nach der Eroberung Naronas durch Octavian im Jahre 33 v. Chr. wurde die Stadt römische Kolonie und die Bevölkerung wuchs stark an. In römischer Zeit wurden ein Forum, verschiedene Tempel, Thermen und vermutlich auch das Theater erbaut. Zur Zeit der Markomannenkriege (166–180 n. Chr.) wurden die Befestigungen erneuert.
Die Stadt existierte vermutlich bis in das 7. Jahrhundert, was durch Geld- und Schmuckfunde aus dieser Zeit belegt wird. Neueste Forschungsergebnisse deuten sogar auf eine noch längere Existenz der Stadt.

## Ausgrabungen

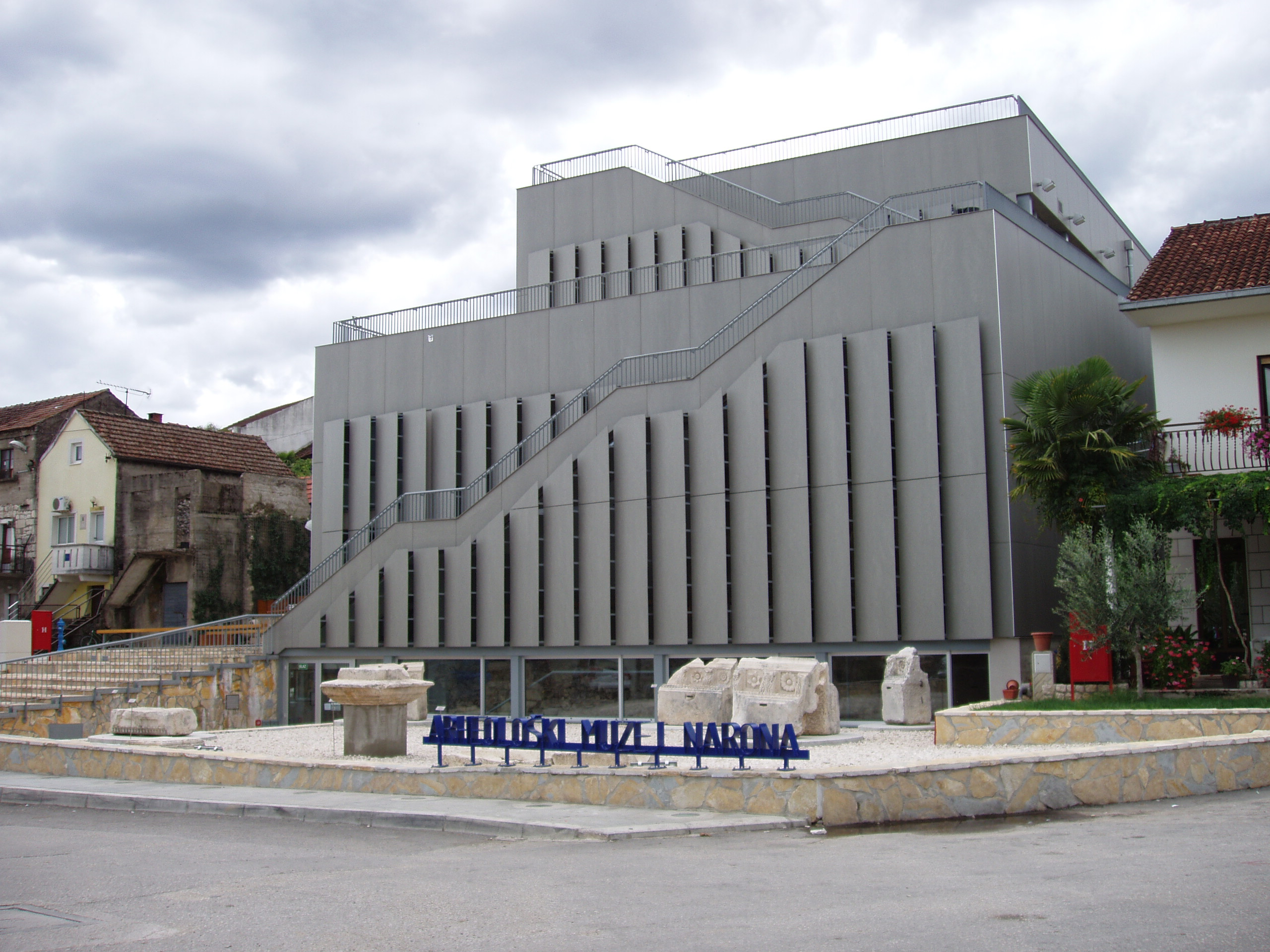
Archäologisches Museum Narona in Vid

Die ersten systematischen Grabungen wurden am Ende des 19. Jahrhunderts durch den österreichischen Archäologen Carl Patsch ausgeführt. Er identifizierte die Lage des Forums und der Stadtmauern und fand eine Reihe von Münzen, Amphoren und Inschriften. Nach dem Zweiten Weltkrieg nahmen Experten des Archäologischen Museums Split erneut Grabungen vor. Sie entdeckten ein Mosaik in der Nähe des Forums. 1978 fand Cambi einen aus weißem Kalkstein gefertigten Kopf des römischen Kaisers Vespasian aus dem Jahre 75 n. Chr. Weitere Grabungen fanden von 1991 bis 1997 unter Leitung Emilio Marins (* 1951) statt. Die Fundamente der frühchristlichen Basilika, die sich unter der heutigen Kirche des heiligen Vitus befinden, wurden untersucht, wobei ein gut erhaltenes Taufbecken gefunden wurde. Auf dem Forum wurde ein Augustus-Tempel aus dem 1. Jahrhundert n. Chr. zu Tage gefördert. Es wurden sechzehn Statuen der Familie des Augustus sowie von römischen Beamten und Gottheiten gefunden, die – vermutlich im 4. Jahrhundert zur Zeit der Erhebung des Christentums zur Staatsreligion – enthauptet und von ihren Sockeln gestürzt worden waren. Heute befindet sich an dieser Stelle das Archäologische Museum Narona, das neben den rekonstruierten Statuen etwa 900 weitere Fundstücke ausstellt.
Zahlreiche steinerne Fundstücke wurden von den Bewohnern Vids als Ornamente in Hausfassaden eingearbeitet.

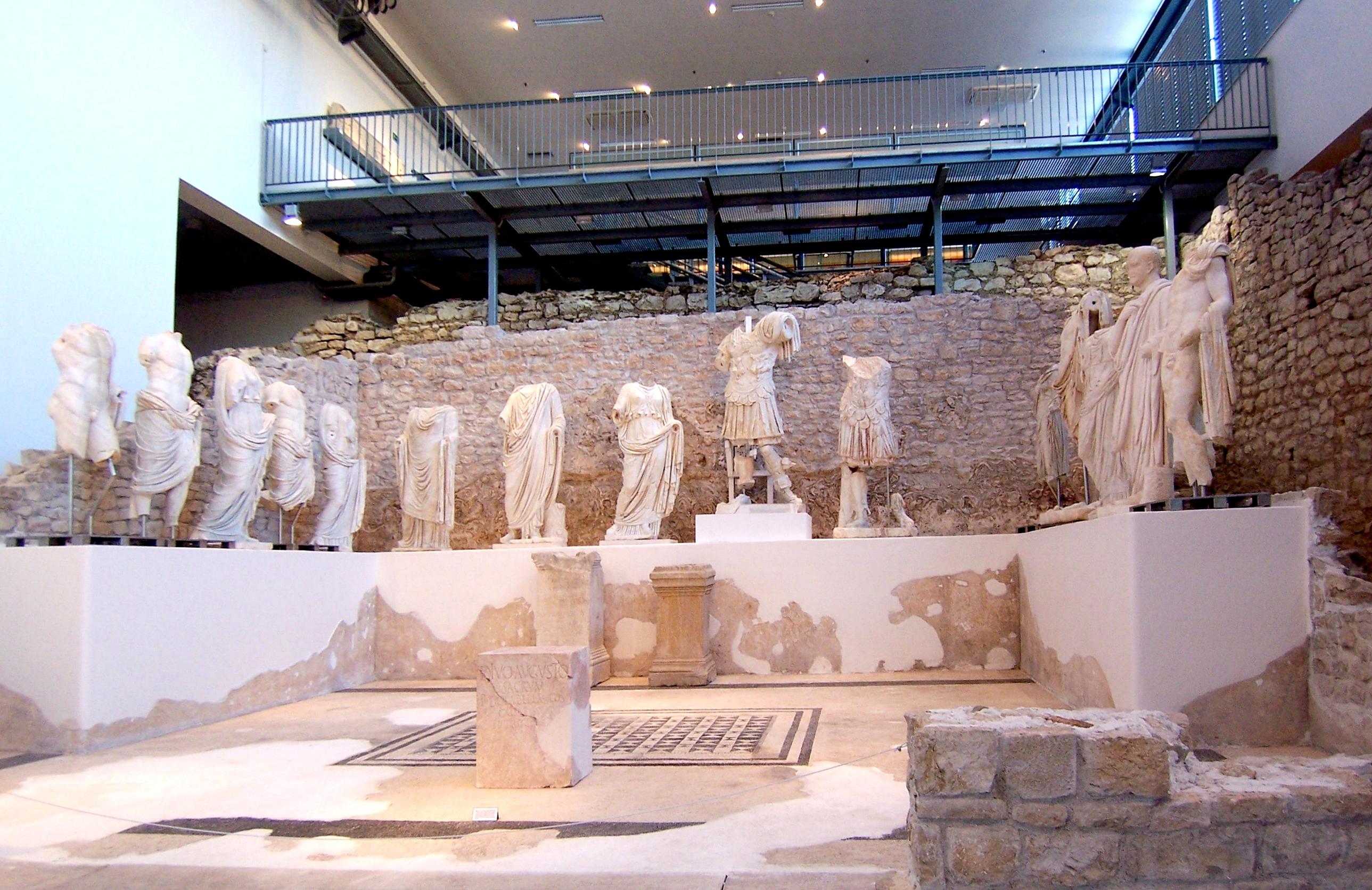
Museum Narona, Innenansicht mit Statuen der Familie des Augustus

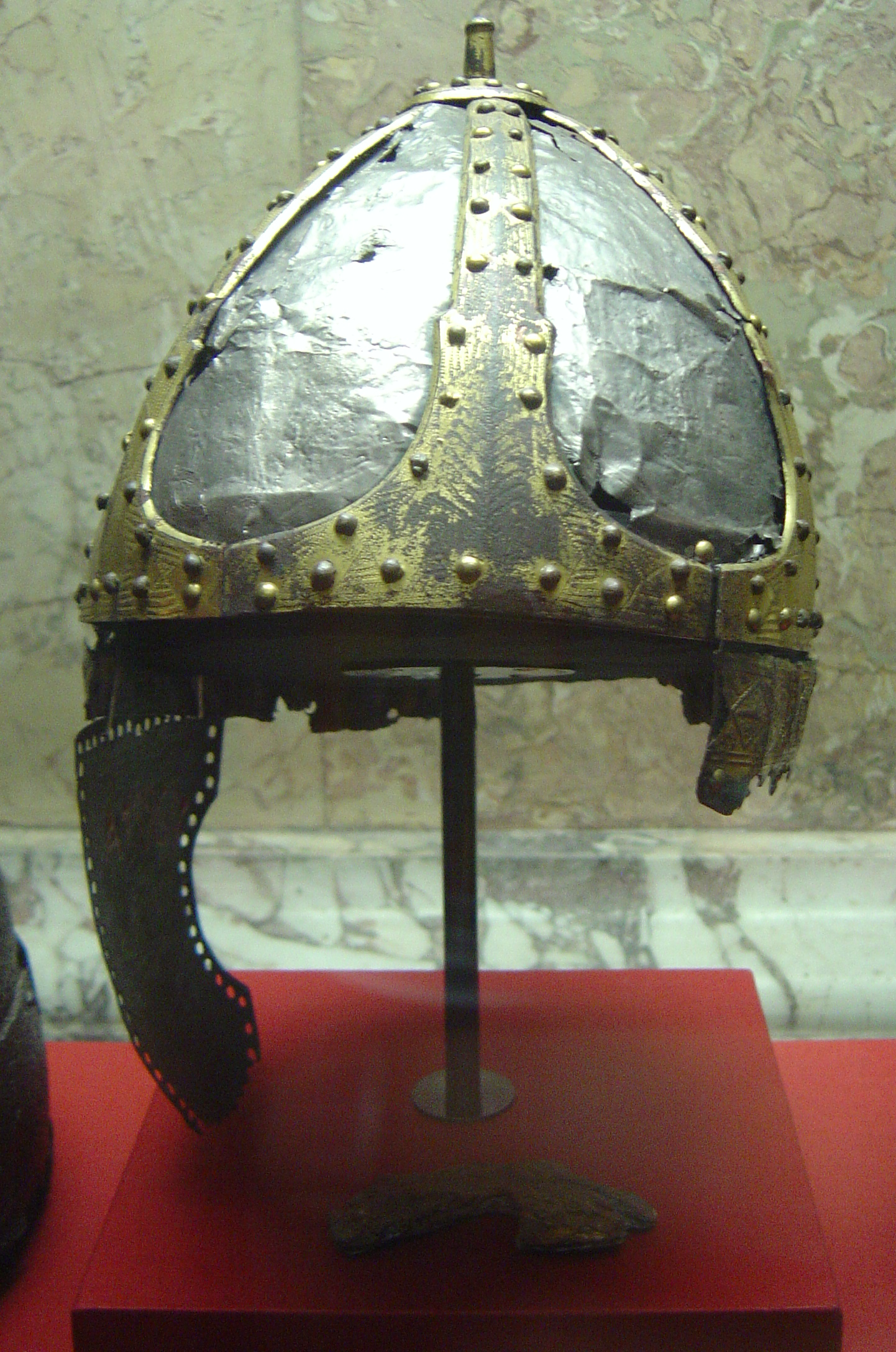
Spangenhelm (Typ Baldenheim; St. Vid/Narona II.) aus Narona

In Narona wurden auch spätantik-frühmittelalterliche Waffen, darunter fünf Helme entdeckt. Es handelt sich offenbar um Depotfunde, also Hinterlassenschaften, die einst bewusst dort versteckt worden waren und später in Vergessenheit gerieten. Bei den Helmen handelt es sich um zwei Spangenhelme des Typs Baldenheim (St. Vid/Narona I. und II.), einen Spangenhelm des Typs Deir el-Medina/Leiden (St. Vid Narona V.) sowie zwei eiserne Bandhelme (St. Vid Narona III. und IV.), die im Baldenheimer Spangenhelm I. steckten. Die Fundstücke befinden sich heute im Kunsthistorischen Museum Wien.